# Сумбала

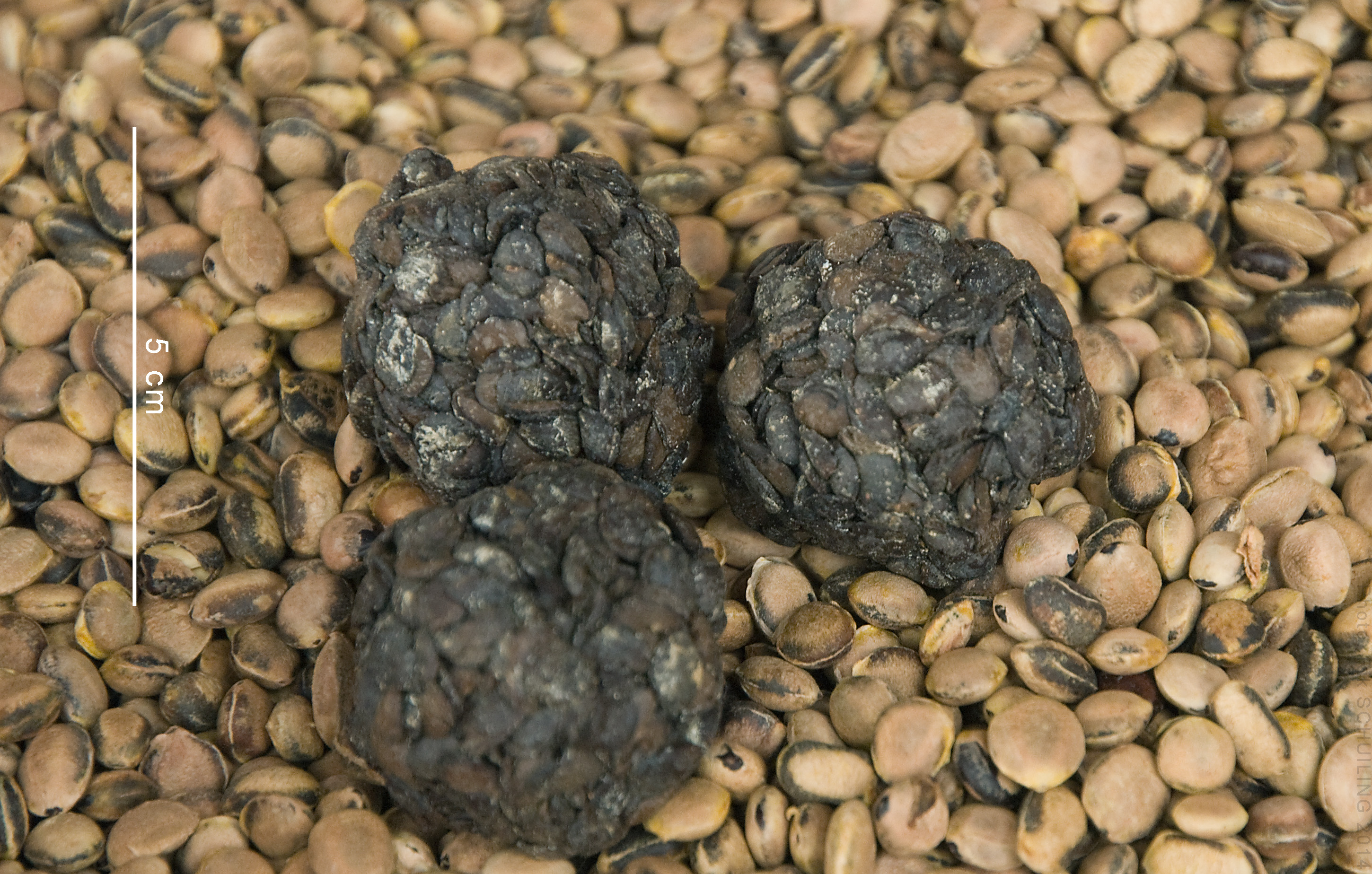
Кульки сумбали (він же давадава) та насіння, з якого вони готуються (Кера, західна Буркіна-Фасо, червень 2014 р.).

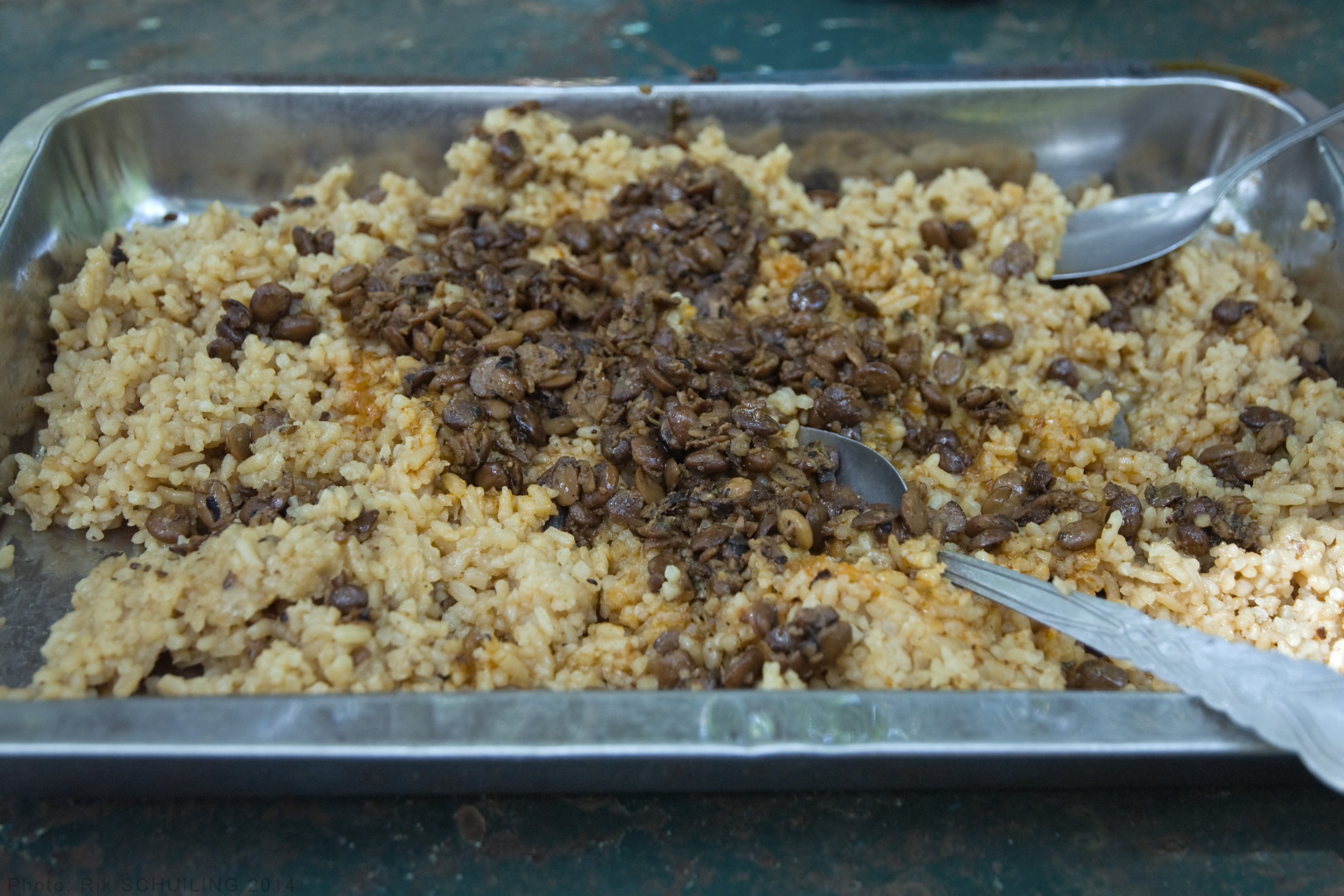
Страва з рису з сумбалою (Бама, західна Буркіна-Фасо, лютий 2014 р.).

Сумбала або давадава — це приправа з ферментованого насіння, яка широко використовується у Західній Африці. Отримують зазвичай з насіння Parkia biglobosa, а також можна виготовити з інших видів насіння, таких як Prosopis africana, і використання соєвих бобів для цих цілей зростає, головним чином, через недостатнє постачання насіння Parkia biglobosa. Сумбалу можна порівняти з місо-пастою.
Насіння варять, очищують і зброжують. Процес бродіння надає йому різкого запаху. У готовий продукт можна додати сіль, щоб подовжити термін зберігання.
Ця приправа традиційно продається у вигляді кульок або пиріжків, які можна зберігати кілька місяців. Це традиційний інгредієнт, який використовується в Західній Африці.
Зараз традиційне виробництво стикається з сильною конкуренцією з боку бульйонних кубиків. Сумбала багата білками та різноманітними дієтичними мінералами, які повністю відсутні у цих бульйонних кубиках. В останні роки, якісне комерційне виробництво дозволило продукту повернутися до повсякденної кухні.

## Назви різними мовами
Сумбала (або французькою транскрипцією soumbala) — це запозичення з мандінгських мов. Назви та варіанти кількома різними мовами регіону включають:
- Мандінг: sumbala, sunbala, sungala, sumara
- Хауса: dawadawa, daddawa
- Пулар / Pular: ojji
- Йоруба: iru
- Серер, Саафі, Волоф: netetou
- Кріо: kainda
- Сусу: Kenda
- Зарма: doso mari
- Дагбанлі: Кпалгу